# Jacques Tuinder
Jacques Tuinder (de son nom complet Jacobus Antonius Tuinder), né le 10 janvier 1933 à La Haye  et mort le 18 juin 2011 à Heemskerk aux Pays-Bas, fut président des associations espérantistes IKUE et KELI.
Il apprit l'espéranto en autodidacte en 1951 et fut rédacteur, de 1959 à 1960 du journal Birdo de la jeunesse de IKUE. De 1966 à 1971, il fut président de l'Union catholique espérantiste internationale (en espéranto : Internacia Katolika Unuiĝo Esperantista ou IKUE). Il s'est toujours engagé avec ferveur pour l'œcuménisme et organisa (avec Stefan Maul (eo), l'actuel rédacteur de Espero Katolika et Adolf Burkhardt, l'ancien président de KELI) le premier congrès espérantiste œcuménique en 1968 à Limbourg-sur-la-Lahn en Allemagne. En tant que catholique progressiste, qui s'est toujours considéré d'abord comme chrétien et non comme adepte de telle ou telle confession, il se prépara à prendre la présidence de la principale association protestante espérantiste : la Ligue chrétienne espérantiste internationale (en espéranto : Kristana Esperantista Ligo Internacia ou KELI) de 2000 à 2004.

## Actions caritatives
Il s'est beaucoup occupé d'actions caritatives et s'efforça de lier ces actions avec l'espéranto. Entouré d’ophtalmologues et d’opticiens, Tuinder s’est rendu pendant 45 ans dans les pays les plus reculés pour aider les plus pauvres à porter des lunettes. Diverses écoles pour aveugles et malvoyants ont été créées et plusieurs prisons ont été visitées. Tuinder a reçu plusieurs prix dans son pays et à l'étranger pour son travail. 

### Evidente
Ce projet commença en 1966 sous le nom Agado E3 - Esperantistoj esperigas Esperantojn, puis sous le nom Evidente et après jusqu'à aujourd'hui sous une fondation néerlandaise qui s'appelle Zienderogen aidant des malvoyants et aveugles les plus démunis du monde.

## Ekstera ligilo
(néerlandais) Stichting Zienderogen